# Championnat du monde de badminton par équipes féminines 1963
Navigation
Philadelphie 1960 Wellington 1966
La 3e édition du championnat du monde de badminton par équipes féminines, appelé également Uber Cup a eu lieu durant la saison de badminton 1962-1963.

## Format de la compétition
11 nations participent à l'Uber Cup. Après des phases de qualifications disputées localement, un tournoi final attribuant le titre se joue aux États-Unis.
Le tenant du titre, également pays hôte est qualifié d'office pour la finale.
Chaque rencontre se joue en 7 matches : 3 simples et 4 doubles.

## Pays participants
| Zone            | Pays                               |
| --------------- | ---------------------------------- |
| Océanie         | Australie Nouvelle-Zélande         |
| Asie            | Hong Kong Inde Indonésie Thaïlande |
| Europe          | Angleterre Écosse Irlande          |
| Amériques       | Canada                             |
| Tenant du titre | États-Unis                         |
| Pays hôte       | États-Unis                         |

## Qualifications

### Zone Océanie
| à Melbourne |     |                  |
| Australie   | w/o | Nouvelle-Zélande |

### Zone Asie
|  | Demi-finales | Demi-finales |      |   | Finale | Finale |
|  | Demi-finales | Demi-finales |      |   | Finale | Finale |
|  |              |              |      |   |        |        |
|  |              |              |      |   |        |        |
|  |              |              |      |   |        |        |
|  | Inde         | 5            |      |   |        |        |
|  | Inde         | 5            |      |   |        |        |
|  | Hong Kong    | 2            |      |   |        |        |
|  | Hong Kong    | 2            | Inde |   |        |        |
|  | à Bangkok    |              |      |   |        |        |
|  |              | Indonésie    | w/o  |   |        |        |
|  | Thaïlande    | Indonésie    | w/o  | 3 |        |        |
|  | Thaïlande    |              |      | 3 |        |        |
|  | Indonésie    | 4            |      |   |        |        |
|  | Indonésie    | 4            |      |   |        |        |

### Zone Europe
|  | Demi-finales | Demi-finales |         |   | Finale   | Finale   |
|  | Demi-finales | Demi-finales |         |   | Finale   | Finale   |
|  |              |              |         |   |          |          |
|  | à Glasgow    | à Glasgow    |         |   | à Dublin | à Dublin |
|  | à Glasgow    | à Glasgow    |         |   | à Dublin | à Dublin |
|  | Écosse       | 3            |         |   | à Dublin | à Dublin |
|  | Écosse       | 3            |         |   | à Dublin | à Dublin |
|  | Irlande      | 4            |         |   | à Dublin | à Dublin |
|  | Irlande      | 4            | Irlande | 1 |          |          |
|  |              |              | Irlande | 1 |          |          |
|  |              | Angleterre   | 6       |   |          |          |
|  | Angleterre   | Angleterre   | 6       |   |          |          |
|  |              |              |         |   |          |          |
|  | vacant       |              |         |   |          |          |
|  |              |              |         |   |          |          |

### Zone Amériques
Le Canada est le seul représentant, les États-Unis étant qualifiés d'office.

## Tournoi final

### Premier tour
|  | Demi-finales     | Demi-finales |            |   | Finale       | Finale       |
|  | Demi-finales     | Demi-finales |            |   | Finale       | Finale       |
|  |                  |              |            |   |              |              |
|  | à Boston         | à Boston     |            |   | à Bronxville | à Bronxville |
|  | à Boston         | à Boston     |            |   | à Bronxville | à Bronxville |
|  | Angleterre       | 7            |            |   | à Bronxville | à Bronxville |
|  | Angleterre       | 7            |            |   | à Bronxville | à Bronxville |
|  | Canada           | 0            |            |   | à Bronxville | à Bronxville |
|  | Canada           | 0            | Angleterre | 5 |              |              |
|  | à New London     |              | Angleterre | 5 |              |              |
|  |                  | Indonésie    | 2          |   |              |              |
|  | Indonésie        | Indonésie    | 2          | 4 |              |              |
|  | Indonésie        |              |            | 4 |              |              |
|  | Nouvelle-Zélande | 3            |            |   |              |              |
|  | Nouvelle-Zélande | 3            |            |   |              |              |

L'Angleterre se qualifie pour la finale.

### Finale
| 6 avril 1963 à Wilmington | États-Unis                      | 4 - 3 | Angleterre                        | Score            |
| ------------------------- | ------------------------------- | ----- | --------------------------------- | ---------------- |
| SD                        | Judy Hashman                    | 1-0   | Angela Bairstow                   | 11-2, 11-1       |
| SD                        | McGregor Stewart                | 1-0   | Ursula Smith                      | 11-4, 11-7       |
| SD                        | Dorothy O'Neill                 | 0-1   | Iris Rogers                       | 6-11, 7-11       |
| DD                        | Judy Hashman / Carlene Starkey  | 1-0   | Ursula Smith / Margaret Barrand   | 15-8, 18-15      |
| DD                        | Tyna Barinaga / Caroline Jensen | 0-1   | Jenny Pritchard / Iris Rogers     | 8-15, 1-15       |
| DD                        | Judy Hashman / Carlene Starkey  | 1-0   | Jenny Pritchard / Iris Rogers     | 15-8, 8-15, 15-9 |
| DD                        | Tyna Barinaga / Caroline Jensen | 0-1   | Ursula Smith / Margaret Barrand'' | 10-15, 14-18     |